# Cuộc nổi dậy Ả Rập
Cuộc nổi dậy Ả Rập (tiếng Ả Rập: الثورة العربية, al-Thawra al-‘Arabiyya; tiếng Thổ Nhĩ Kỳ: Arap İsyanı) Hoặc Cuộc nổi dậy Đại A rập (tiếng Ả Rập: الثورة العربية الكبرى, al-Thawra al-‘Arabiyya al-Kubrā) là một cuộc nổi dậy quân sự của các lực lượng Ả Rập chống lại Đế chế Ottoman trong mặt trận Trung Đông của Thế chiến I. Trên cơ sở thư tín McMahon, Hussein, một thỏa thuận giữa chính phủ Anh và Hussein bin Ali, Sharif của Mecca, cuộc nổi dậy đã chính thức được bắt đầu tại Mecca vào ngày 10 tháng 6 năm 1916.  Mục đích của cuộc nổi dậy là để tạo ra một quốc gia Ả Rập thống nhất và độc lập trải dài từ Aleppo ở Syria đến Aden ở Yemen, mà người Anh đã hứa sẽ công nhận.
Quân đội Sharifian do Hussein và Hashemites lãnh đạo, với sự hậu thuẫn của quân đội từ Lực lượng viễn chinh Ai Cập Anh, đã chiến đấu thành công và trục xuất sự có mặt của quân đội Ottoman khỏi phần lớn Hejaz và Transjordan. Cuộc nổi dậy cuối cùng đã chiếm Damascus và thiết lập một chế độ quân chủ ngắn ngủi do Faisal, con trai của Hussein lãnh đạo.
Sau Hiệp định Sykes-Picot, Trung Đông sau đó được Anh và Pháp phân chia thành các lãnh thổ ủy thác thay vì một quốc gia Ả Rập thống nhất, và Anh từ bỏ lời hứa ủng hộ một quốc gia Ả Rập độc lập thống nhất.